# Гривна
 Тази статия е за накита за ръка.  За украинската парична единица вижте Украинска гривна.  
Гривна е вид украшение, накит, известно още от времето на палеолита, което се носи на китката на ръката. Гривните, в зависимост от предназначението си, се изработват от най-различни материали – текстил, дърво, благородни метали, кост, черупки на миди, пластмаса, силикон и много други. Те биват твърди и меки. Големината на обиколката им варира от 130 до 220 мм в зависимост от големината на китката. Съществуват гривни за деца, мъже и жени, но предимно се носят от жени. В повечето случаи формата им е кръгла, но съществуват и такива с форма на многоъгълник. Могат да имат устройство за отваряне и затваряне. Някои от тях са украсени със скъпоценни камъни.
В Древен Египет гривните са се носели още 5000 години пр.н.е., при това са се носели не само на китката, но и в горната част на ръката и са свързани предимно с религиозни традиции. В Латинска Америка гривните са се носели основно за да предпазят хората от отрицателното влияние на злите духове. В България традиционните мартеници понякога имат формата на гривни и са изплетени от бял и червен конец. В някои страни като Индия например, гривните имат символичен характер и по техния брой може да се съди дали дадена жена е омъжена или не.
Гривните представляват преди всичко бижу, но могат да имат и други предназначения. Така например на пациенти в болницата се слагат гривни от пластмаса за по-лесно разпознаване. Подобни гривни могат да служат и като билет за концерт или друго увеселително събитие. Особено в Америка е разпространена практиката на силиконовите гривни (станала популярна след май 2004 година), наречени ристбенд (wristband). След тяхната продажба средствата отиват в определена фондация, като например тази за борба с рака.

## Електронна гривна
Тази гривна представлява електронно устройство, поставяно на хора, намиращи се под домашен арест или друг вид ограничение на свободата на придвижване. Целта на гривната е дистанционна идентификация и проследяване местонахождението на лицето. Устройството е предназначено за продължително носене на тялото и има вградена система за контрол на несанкционирано сваляне и отваряне на корпуса.
Електронни гривни могат да се използват също от медицински, имиграционни и др. служби.